# Jacqueline Svilarov
Jacqueline Svilarov (* 13. November 1975 in Neustrelitz) ist eine deutsche Schauspielerin.

## Leben
Svilarov wuchs in Neustrelitz auf. Ihr Vater ist bulgarischer Abstammung.
Schon zu DDR-Zeiten verkörperte Svilarov Filmrollen und arbeitete nach der Wende fünf Jahre lang im SFB-Jugendmagazin Moskito. Von 2000 bis 2008 sowie von 2011 bis 2020 spielte sie in der Fernsehserie Lindenstraße die Polizistin Nina Zöllig. Daneben war sie in größeren Rollen in den Serien Der Landarzt und Für alle Fälle Stefanie zu sehen.
Im Februar 2006 wurden freizügige Bilder von ihr in der deutschen Ausgabe des Playboys veröffentlicht.
Svilarov hat einen Sohn. Sie lebt in Berlin.

## Filmografie
- 1989: Familie Maxie Moritz (Fernsehserie)
- 1995: Geheim – oder was?! (Fernsehserie, 1 Folge)
- 1995: Heimatgeschichten (Fernsehserie, 1 Folge)
- 1998–2003: Für alle Fälle Stefanie (Fernsehserie, 110 Folgen)
- 1999: Die Schule am See (Fernsehserie, 1 Folge)
- 2000: Alphateam – Die Lebensretter im OP (Fernsehserie, 1 Folge)
- 2000–2008, 2011–2020: Lindenstraße (Fernsehserie, 321 Folgen)
- 2001: Die Pfefferkörner (Fernsehserie, 1 Folge)
- 2001: Es muss Liebe sein
- 2001: Die Boegers (Fernsehserie)
- 2002: Voll korrekte Jungs
- 2003: Die Cleveren (Fernsehserie, 1 Folge)
- 2004: Tanzmäuse (Kurzfilm)
- 2004–2013: Der Landarzt (Fernsehserie, 41 Folgen)
- 2006: Lindenstraße: Finstere Weihnacht (Fernsehfilm)
- 2007: In aller Freundschaft (Fernsehserie, 1 Folge)
- 2008: GSG 9 – Ihr Einsatz ist ihr Leben (Fernsehserie, 1 Folge)
- 2009: Lindenstraße: Terror (Fernsehfilm)